# Sven Wedén
Sven Mauritz Wedén, född 23 juli 1913 i Klosters församling i Eskilstuna, död 31 mars 1976 i Båstad, var en svensk politiker, som var partiledare för Folkpartiet mellan 1967 och 1969.

## Biografi
Wedén var son till direktör Mauritz Wedén och Signe Göransson. Han gifte sig 1936 med Marianne Eklund, dotter till direktör Swen Eklund och Tyra Löfmarck.
Wedén gick på läroverket och därefter maskinfackskola. Han vårdades upprepade gånger på sanatorium för lungtuberkulos, och var nära att avlida av sjukdomen, som gav honom bestående hälsoproblem. År 1930 fick han anställning i faderns företag F E Lindström AB, där han 1945 befordrades till disponent, och 1954 till vd. Vid sidan av sin yrkeskarriär var Wedén invald i stadsfullmäktige från 1947, där han redan efter två år blev dess vice ordförande. Wedén var under världskriget mycket engelskvänlig och avskydde nazismen och dess svenska medlöpare[källa behövs], något som fick honom att välja Folkpartiet och inte Högerpartiet. År 1949 invaldes han för Folkpartiet i riksdagens andra kammare för Södermanlands läns valkrets, och året därpå ingick han i FN-delegationen och valdes till ordförande i Folkpartiets ungdomsförbund. Hans främsta intresseområde i riksdagsarbetet var under flera år bostadsfrågorna, där han utifrån erfarenheterna från Eskilstuna verkade för ökat byggande och bättre sanitära och bostadssociala förhållanden.
Sven Wedén valdes till partiledare 1967, men avgick av hälsoskäl redan 1969. Han satt dock kvar i riksdagen till 1973. Under hans tid som partiledare inträffade den så kallade Wedénaffären under valspurten inför riksdagsvalet 1968. Makarna Wedén är begravda på Båstads nya begravningsplats.